# Ultra (Ultra)
Ultra è l'album di debutto della boy band inglese Ultra, realizzato nel febbraio del 1999 dalla East West Records (Warner).

## Descrizione
Ultra venne composto e scritto principalmente dal leader della boy band James Hearn.
Venne inoltre prodotto dall'ex membro dei Tears for Fears, Ian Stanley.

## Successo commerciale
L'album raggiunse la 37ª posizione nella classifica degli album britannici, e produsse molti singoli di successo nel Regno Unito e nel resto del mondo, raggiungendo perfino l'Australia e la Nuova Zelanda.

## Tracce
1. Say You Do (#11 UK)
2. Say It Once (#16 UK; #1 Italia)
3. The Right Time (#28 UK)
4. Blind to the Groove (#9) Spagna)
5. Rescue Me (#8 UK)
6. Human After All
7. B.A.S.I.C.
8. Shattered Dreams
9. Afterlife
10. Up and Over
11. New Dimension Medley: Way to Go/No Place Like Home

### Singoli[1]
- Say You Do (aprile 1998, UK #11)
- Say It Once (luglio 1998,UK #16, Spagna #6, Italia #1, AUS #4)
- The Right Time (ottobre 1998, UK #28)
- Rescue Me (gennaio 1999, UK #8)
- Blind To The Groove (luglio 1999 Spagna #9)

## Formazione
- James Hearn – voce e pianoforte
- Michael Harwood – voce e chitarra acustica
- Nick Keynes – basso e coro
- Jon O'Mahony – batteria, percussioni e coro

## Classifiche
| Classifica (1998–1999) | Posizione massima |
| ---------------------- | ----------------- |
| Australia              | 34                |
| Europa                 | 89                |
| Italia                 | 10                |
| Regno Unito            | 37                |
| Scozia                 | 29                |